# Alv Erlingsson (le jeune)
Pour les articles homonymes, voir Alv Erlingsson.
Alv Erlingsson (Alv Erlingsson den yngre, mort en 1290) est un noble norvégien, jarl de Sarpsborg et gouverneur de Borgarsysla (aujourd’hui comté d'Østfold).

## Biographie
Alv Erlingsson est né dans la ferme de Tanberg, à Norderhov, dans le comté de Buskerud, en Norvège. Il est le fils d’Erling Alvsson de Tanberg (ca. 1230 – 1283) et le petit-fils d’Alv Erlingsson de Tanberg (ca. 1190 – ca. 1240). Sa grand-mère était Ingeborg Baardsdatter de Rein, sœur du duc Skúli Bárdarson. Alv Erlingsson est également de ce fait un cousin du roi Magnus VI de Norvège.
À la mort de son père en 1283, Alv Erlingsson hérite de Sarpsborg, devient le gouverneur de Borgarsysla et jour un rôle central dans la gouvernance du royaume de Norvège. En effet, lorsque le roi Magnus VI meurt, son fils héritier, Éric II de Norvège, est encore mineur. Un conseil de tutelle est alors créé afin de gouverner le royaume tant qu’Éric II en est incapable. Bien qu’Alv Erlingsson ne fasse pas officiellement partie de ce comité, il a une influence considérable en tant que gouverneur de Borgarsysla.
Bien qu’il soit un des favoris de la reine Ingeborg, épouse de Magnus VI, il commet un nombre incalculable d’actes de piraterie notamment contre son fils, le duc Håkon qui deviendra le roi Håkon V de Norvège. En réponse aux attaques d’Alv Erlingsson contre Oslo notamment, le roi Håkon V décide de commencer la construction de la citadelle d'Akershus, à la fin du XIIIe siècle.
Alv Erlingsson capture et pille de nombreux navires danois et allemands. Il finit par être exilé du royaume en raison de ses actes de piraterie. Il est capturé par des forces danoises, en 1290, sur la côte de la Scanie. Il est exécuté près de Helsingborg, sur ordre du roi Éric VI de Danemark.

## Sources
- (en) Cet article est partiellement ou en totalité issu de l’article de Wikipédia en anglais intitulé « Alv Erlingsson » (voir la liste des auteurs).